# Lactarius adscitus
Lactarius adscitus é um fungo que pertence ao gênero de cogumelos Lactarius na ordem Russulales. Foi descrito cientificamente pelo micologista alemão Max Britzelmayr em 1885.